# 幡恒春
幡 恒春（はた つねはる、1883年（明治16年）‐1944年（昭和19年）4月17日）は、明治時代から昭和時代にかけての挿絵画家、版画家。享年62。

## 来歴
稲野年恒の門人。恒春と号す。1906年（明治39年）に大阪毎日新聞に入社して16年間にわたり挿絵を描いていた。特に村上浪六の小説の挿絵に独自の画風を示していた。
また、1918年（大正7年）に木版画集『阪神名勝図絵』30点を野田九浦、赤松麟作、水島爾保布、永井瓢斎とともに金尾文淵堂から出している。これらの彫りは大倉半兵衛、摺りは西村熊吉であった。

## 作品

### 挿絵
- 「ふたおもて」 田口掬汀作 ※1915年(大正4年)10月11日-12月18日(朝刊→夕刊)、大阪毎日新聞
- 「白椿」 何がし作 ※1925年(大正14年)12月19日-12月31日、大阪毎日新聞

### 錦絵
- 『阪神名勝図絵』 全30枚1組  ※4 今津、7 香櫨園、9 魚崎、15 神戸市場、19 六甲を恒春が描く(1916年-1917年)。金尾文淵堂版

### 絵葉書
- 「村岡の局」 人物画